# Witney
Pour l’article homonyme, voir William Witney.
Witney est une ville à côté du fleuve la Windrush dans l'Oxfordshire, en Angleterre. Elle se trouve 19 kilomètres à l'ouest d’Oxford.

## Personnalités liées
- Andrew Logan, artiste, y est né en 1945.